# Дьяконов, Константин Викторович
Константин Викторович Дьяконов (род. 17 апреля 1973; Благовещенск, Амурская область) — российский государственный и политический деятель, председатель Законодательного Собрания Амурской области в 2013—2019 годах и с 28 сентября 2021 года.

## Биография
Образование высшее: Санкт-Петербургская государственная инженерно-экономическая академия — инженер-экономист (1995); Тихоокеанский государственный университет — инженер путей сообщения по специальности «Автомобильные дороги и аэродромы» (2010).
С 1995 по 1999 год — ассистент кафедры экономики и организации бизнеса, аспирант Амурского государственного университета.
С 1999 по 2000 год — ведущий специалист отдела финансового департамента Администрации Амурской области.
С 2000 по 2001 год — начальник экономического отдела Амурской областной федерации борьбы «Самбо и дзюдо».
С 2001 по 2002 год — председатель некоммерческого партнерства «Центр взаимопомощи».
С 2002 по 2003 год — старший научный сотрудник лаборатории геологии и экономики минеральных ресурсов ДВО РАН.
С 2003 по 2007 год — инспектор, ведущий инспектор, заместитель начальника отдела эксплуатации, сохранности и диагностики автодорог Амурского филиала ФГУ ДСД «Дальний Восток».
С 2007 по 2009 год — начальник отдела качества и приемки выполненных работ по эксплуатации автомобильных дорог, заместитель начальника по экономике государственного учреждения "Управление автомобильных дорог Амурской области «Амурупрадор».
С 2009 по 2012 год — заместитель начальника по экономике государственного учреждения "Управление автомобильных дорог Амурской области «Амурупрадор».
С 2012 по 2013 год — начальник государственного казенного учреждения "Управление автомобильных дорог Амурской области «Амурупрадор».
С 12 февраля 2013 года — председатель Законодательного Собрания Амурской области.
Член ВПП «Единая Россия».
Женат.

## Награды
- Медаль;
- Грамоты